# Herbert Lomas
Herbert Lomas (1887 – 12 de abril de 1961) foi um ator britânico, que atuou em mais de quarenta filmes mudos em uma carreira duradoura entre 1931 e 1955. Natural de Burnley, Inglaterra, ele fez sua primeira aparição no filme Hobson's Choice (1931). Lomas faleceu em Devon, na Inglaterra, com a idade de 74 anos.

## Filmografia selecionada
- Hobson's Choice (1931)
- Many Waters (1931)
- The Other Mrs. Phipps (1932)
- Frail Woman (1932)
- The Man Within (1947)
- Master of Bankdam (1947)
- Bonnie Prince Charlie (1948)
- The Guinea Pig (1948)
- The Magic Box (1951)
- The Net (1953)